# Neven Mimica
Neven Mimica, né le 12 octobre 1953 à Split (Yougoslavie, aujourd'hui Croatie), est un homme politique croate, membre du Parti social-démocrate de Croatie (SDP). 
De 2014 à 2019, il est Commissaire européen à la Coopération internationale et au Développement.

## Biographie

### Jeunesse, études, vie professionnelle
Il est diplômé en sciences économiques de l'université de Zagreb.

### Vie politique

#### Entre gouvernement et Parlement
Le 28 septembre 2001, Neven Mimica devient ministre de l'Intégration européenne, dans le gouvernement dirigé par le social-démocrate Ivica Račan. Élu député à la Diète en 2003, il quitte ses fonctions ministérielles le 23 décembre de cette même année.
Après les élections législatives du 25 novembre 2007, il est désigné vice-président de la Diète et président de la commission de l'Intégration européenne.
À la suite de la victoire de la coalition Cocorico aux élections législatives du 4 décembre 2011, il est nommé Vice-Premier ministre croate, chargé des Affaires intérieures, étrangères et européennes.

#### Commissaire européen
Il démissionne le 15 juin 2013 pour devenir, quinze jours plus tard, commissaire européen à la Politique des consommateurs, par la scission du portefeuille de la Santé que détient le Maltais Tonio Borg. Il est alors le premier Croate à siéger dans l'exécutif de l'Union européenne. Il est tête de liste des sociaux-démocrates pour les élections européennes de mai 2014, où il est élu député européen le 25 mai 2014.